# Silvio Gesell

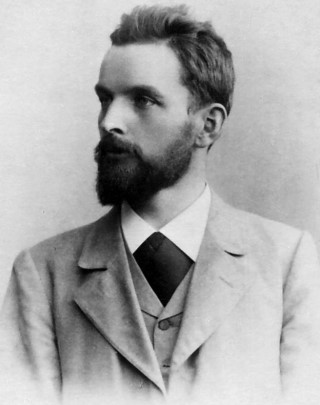
Silvio Gesell

Johann Silvio Gesell (Sankt Vith,  17 maart 1862 - Oranienburg, 11 maart 1930) was een Duits handelaar, financieel theoreticus en sociaal hervormer. Hij verwierf vooral bekendheid door zijn theorie over de vrije economie (Freiwirtschaft); hij noemde zichzelf vrij-econoom (Freiwirtschaftler).

## Leven
Silvio Gesells moeder was van Waalse afkomst, zijn vader kwam uit Aken en was Pruisisch secretaris van de kreis Malmedy. Gesells geboorteplaats Sankt Vith hoort sinds 1919 bij België maar maakte in die tijd deel uit van het Duitse Rijk.
Gesell liep school in Sankt Vith en Malmedy en ging op jonge leeftijd in dienst bij de Duitse Rijkspost. Het ambtenarenbestaan lag hem echter niet en hij ging in zaken bij zijn oudere broer in Berlijn. Hij werkte ook twee jaar als correspondent in Málaga (Spanje).
In 1887 trok Gesell naar Buenos Aires (Argentinië) om er een filiaal van de Berlijnse zaak te openen. De zware economische crisis in dat land bracht hem aan het denken over de structurele problematiek van de geldomloop. In het laatste decennium van de eeuw publiceerde hij al enkele geschriften in het Duits en het Spaans. Terug in Europa richtte hij het tijdschrift Die Geld- und Bodenreform op maar zonder veel succes. Vlak vóór de Eerste Wereldoorlog lag hij mee aan de basis van het tijdschrift Der Physiokrat. Tijdens de oorlog verbleef hij in Zwitserland.
Na de oorlog, in april 1919, werd hij naar München geroepen om deel te nemen aan de revolutionaire Beierse Radenrepubliek, eerst als lid van de zogenaamde socialisatiecommissie, kort daarna als volkscommissaris voor Financiën. Dat ambt duurde amper zeven dagen en na de val van de republiek werd hij aangeklaagd voor hoogverraad maar vrijgesproken.  
Zijn voornaamste werk Die natürliche Wirtschaftsordnung durch Freiland und Freigeld (de natuurlijke economische ordening door vrij-grond en vrij-geld) verscheen in 1916.  
Silvio Gesell overleed op 67-jarige leeftijd in de Obstbau-Genossenschaft Eden, een vegetarische kolonie in  Oranienburg.

## Opvattingen
Silvio Gesell was een ethisch vegetariër.  Hij noemde zich ook wereldburger omdat de aarde aan alle mensen gelijk toebehoort, zonder onderscheid naar ras, geslacht, stand, vermogen of godsdienst.
Zijn economische opvattingen steunen op het menselijke eigenbelang, dat hij een gezonde, natuurlijke aandrang noemt. Daarom noemt hij zijn economische plan ook natuurlijk, dit in tegenstelling tot Karl Marx, die een verbetering van de menselijke natuur wenste.
Het nastreven van het eigenbelang moet gebeuren onder een vrije, eerlijke concurrentie met gelijke kansen voor eenieder.  Daarvoor moeten wel alle wettelijke en overgeërfde voorrechten afgeschaft worden. De meest begaafden of de meest actieven zouden dan wel een hoger inkomen verwerven, maar wel zonder onrechtmatige of onverdiende interest en bodemrente. De minder geslaagden zouden om te beginnen dan ook geen lasten voor intresten en bodemrente moeten dragen. Een groot deel van de huishuur bestaat bijvoorbeeld uit dat soort onrechtmatige lasten. Daarnaast moeten voor de echte behoeftigen genoeg middelen ter beschikking gesteld worden.
Eén en ander heeft hij kunnen waarnemen in Argentinië. De Spaanse koloniale macht was eigenlijk enkel geïnteresseerd in het zilver dat daar te vinden is. Vanaf 1853 kwam er een liberale grondwet, die het land opende voor vrije inwijking. De invoering van de goudstandaard in 1870 leidde opnieuw tot crisis en deflatie. De handel of de warenomloop kan stilvallen als de mensen geld gaan oppotten.

### Vrij-geld (Freigeld)
Deze vaststellingen brachten Gesell tot de conclusie dat een gelijkmatige omloopsnelheid van het geld een belangrijke voorwaarde is voor een crisisvrije economie. Geld mag alleen als ruilmiddel dienen en niet als spaarmiddel. Alles in de natuur is vergankelijk, alleen het geld schijnt aan die vergankelijkheid onttrokken te zijn. Ook het resultaat van menselijke arbeidskracht zal roesten of bederven, alleen het geld niet. De geldbezitter kan dus rustig afwachten en niets doen, tot men hem genoeg “interest” geeft. Als de geldomloop stilvalt, wordt ook de economische kringloop verstoord.
Geld moest dus volgens Gesell "vrij" gemaakt worden en de vergankelijkheid van de dingen weerspiegelen. Dat noemde hij vrij-geld (Freigeld), dat naar zijn inschatting jaarlijks enkele procenten aan waarde zou moeten inboeten, niet als inflatie maar op een georganiseerde manier. Gesell dacht aan papiergeld met coupons die op bepaalde vervaldagen letterlijk zouden vervallen. Op rekeningengeld kan een “minwaarde” geboekt worden. De bezitter van het geld zal het dan niet meer zo gemakkelijk oppotten. Geld moet rollen; het moet de mensen dienen, niet beheersen.
De hoogte van de intrest bestaat volgens Gesell uit drie componenten. In de eerste plaats een soort oerintrest van twee tot drie procent, een onrechtvaardige meerwaarde die hij wil laten wegnemen. Daarbovenop komen de inflatie- en risicocomponenten, die het normale gevolg zijn van de marktwerking, maar die in een stabiele economie ook zouden verminderen naarmate inflatie en kredietrisico verminderen. Ook het algemene prijsniveau zou verminderen als alle prijzen niet langer belast worden met een intrestcomponent.
Tegen de hoofdstroom van de toenmalige economen in, is hij dus ook tegenstander van de goudstandaard en het aanhouden van goudvoorraden door de nationale banken. In samenhang daarmee stelde hij ook een internationale valuta-associatie voor.

### Vrij-grond (Freiland)
Ook grondbezit kan leiden tot onverdiende inkomsten, de grondrente. Als de intrest echter door het invoeren van het vrijgeld zou dalen, en uiteindelijk op nul zou vallen, dan zouden de grondprijzen onmetelijk oplopen. Tenminste als de grond niet van nature vrij kan zijn zoals in het onontgonnen Argentinië nog het geval kon zijn. Daarom zou de grond volgens Gesell in gemeenschapsbezit moeten komen, weliswaar mits betaling van een schadeloosstelling, en met behoud van een opstalrecht voor de aanplantingen, gebouwen en andere inrichtingen. Het gebruik van de grond zou met gunningen (van bepaalde termijn) aan de meestbiedende gegeven worden. De natuurlijke bodemrente, die in een relatief dichtbevolkt land met een markteconomie het gevolg is van een onvermijdelijke schaarste, zou daarmee aan de gemeenschap toekomen. Handel in grond en grondspeculatie zouden uitgesloten zijn. Dit systeem noemde Gesell vrij-grond (Freiland). Grond is een product van de natuur en niet van mensen en moet dus allen gelijkmatig toebehoren. Gesell had zelfs meteen een bestemming voor de grondrente; hij sprak van “moederrente” en dacht aan een gelijkmatig kindergeld, dat vrouwen minder afhankelijk van hun mannen moest maken.   

## Betekenis van Silvio Gesell
Het was Gesell niet gegund twee jaar na zijn overlijden enkele geslaagde, maar beperkte experimenten met zijn vrij-geld te beleven, met name in Schwanenkirchen in Beieren (Duitsland) en in Wörgl in Tirol (Oostenrijk). Ook het eiland Norderney kende een gelijkaardige vrij-geldactie. De acties werden echter verboden omdat de nationale banken het monopolie op de gelduitgave wilden behouden.
Gesell voorspelde nog grote crisissen en nieuwe oorlogen als de intresteconomie behouden zou blijven. De opheffing van goudstandaard, internationale vrije wisselkoersen en het invoeren in 1969 van de Speciale Trekkingsrechten in het internationaal monetair systeem, liggen in de lijn van het denken van Gesell. 
De bekende econoom John Maynard Keynes noemde het anti-marxistische socialisme van Gesell een belangrijke inspiratiebron voor zijn geldtheorie. De wereld zou volgens Keynes meer van Gesell kunnen leren dan van Marx. Bij de onderhandelingen in 1944 over het systeem van Bretton Woods stelde Keynes een soort vrij-geld voor, namelijk een internationale munt, Bancor genoemd, die alleen voor het betalingsverkeer (tussen centrale banken) zou mogen dienen. Ook de Nederlandse econoom Jan Tinbergen stond erg positief tegenover Gesells markteconomie zonder kapitalisme. 
Hedendaagse voorstellen over basisinkomen sluiten aan bij zijn gedachte over de moederrente. Hij geniet dus ook in groene kringen enige hernieuwde belangstelling, niet alleen omdat zijn vrije economie vrij zou zijn van uitbuiting en interest, maar daardoor precies ook vrij zou zijn van groeidwang. Met groeidwang wordt bedoeld de ingebouwde en door de intrest veroorzaakte noodzaak om voortdurend en op eender welke manier te groeien, een groei zonder dewelke de economie in een crisis geraakt. Zonder die groeidwang zou de economie zich vrij kunnen ontwikkelen, mogelijk in een richting die meer rekening houdt met de ecologische schaarste (Gesell dacht in de eerste plaats aan de schaarste van de grond).  
Anderzijds wordt hem sociaal darwinisme verweten, waarmee hij in de tussenoorlogse jaren in “slecht” gezelschap vertoefde. In feite erkent iedereen die de werking van de markt accepteert, in zekere zin dat de sterkere daar meer baat bij heeft. De vraag is maar op welke manier men daar tegenin gaat of dat wil bijsturen. Gesells uitgesproken anti-intrest-theorie werd dan weer misbruikt in de antisemitische propaganda van die tijd.

## Publicaties
- Die Reformation im Münzwesen als Brücke zum sozialen Staat (1891)
- Nervus rerum (1891)
- Die Verstaatlichung des Geldes (1892)
- El Sistema Monetario Argentino - Sus Ventajas y su Perfeccionamento (1893)
- Die Anpassung des Geldes und seiner Verwaltung an die Bedürfnisse des modernen Verkehrs (1897)
- La Cuestion Monetaria Argentina (1898)
- Die argentinische Geldwirtschaft und ihre Lehren (1900)
- Das Monopol der schweizerischen Nationalbank (1901)
- Die Verwirklichung des Rechts auf den vollen Arbeitsertrag durch die Geld-  und Bodenreform (1906)
- Die neue Lehre von Geld und Zins (1911)
- Die natürliche Wirtschaftsordnung durch Freiland und Freigeld (1916), zie verder voor een Engelse vertaling.
- Gold oder Frieden?, uiteenzetting in Bern op 28 april 1916
- Freiland, die eherne Forderung des Friedens, uiteenzetting in Zürich op 5 juli 1917
- Münchener Verteidigungsrede, opgenomen in Die Freiwirtschaft vor Gericht van Richard Hofmann (1918)
- Der Abbau des Staates nach Einführung der Volksherrschaft. Denkschrift an die zu Weimar versammelten Nationalräte (1919, tweede editie 1921)
- Die gesetzliche Sicherung der Kaufkraft des Geldes durch die absolute Währung. Denkschrift zu einer Eingabe an die Nationalversammlung (1919)
- Das Reichswährungsamt. Wirtschaftliche, politische und finanzielle Vorbereitung für seine Einrichtung (1920)
- Internationale Valuta-Assoziation (IVA). Voraussetzung des Weltfreihandels - der einzigen für das zerrissene Deutschland in Frage kommenden Wirtschaftspolitik (1920)
- An das deutsche Volk!, aankondiging van een congres in Hannover over Freiwirtschaft (1921)
- Deutsche Vorschläge für die Neugründung des Völkerbundes und die Übetprüfung des Versailler Vertrages., uiteenzetting in Barmen op 20 december 1920 (1921)
- Die Wissenschaft und die Freiland-Freigeldlehre. Kritik und Erwiderung  (1921)
- Denkschrift für die Gewerkschaften zum Gebrauch bei ihren Aktionen in der Frage der Währung, der Valuta und der Reparationen (1922)
- Zweite Denkschrift für die deutschen Gewerkschaften zum Gebrauch bei ihren Aktionen gegen den Kapitalismus (die Ausbeutung, ihre Ursachen und ihre Bekämpfung). Eine Gegenüberstellung meiner Kapitaltheorie und derjenigen von Karl Marx, uiteenzetting voor de Sozialistische Vereinigung zur gegenseitigen Weiterbildung in Dresden op 8 mai 1922
- Die Diktatur in Not. Sammelruf für die Staatsmänner Deutschlands (1922)
- Das Trugbild der Auslandsanleihe und ein neuer Vorschlag zum Reparationsproblem. Eine weltwirtschaftliche Betrachtung, eine Warnung vor Illusionen und ein positiver Lösungsvorschlag (1922)
- Der verblüffte Sozialdemokrat (Gesell-Acratillo 1922)
- Der Aufstieg des Abendlandes, uiteenzetting in Bazel op het eerste internationale Freiland-Freigeldcongres (1923)
- Das Problem der Grundrente (Gesell-Sernocelli-Roth 1925)
- Die allgemeine Enteignung im Lichte physiokratischer Ziele (1926)
- Der abgebaute Staat